# David Pohle
 David Pohle (* 1624 in Marienberg; † 20. Dezember 1695 in Merseburg; Nachname auch Pohl, Pohlen, Pole, Pol oder Bohle geschrieben) war ein deutscher Komponist des Barock. 

## Leben und Wirken
David Pohle stammte aus einer Familie von Stadtpfeifern. Pohle machte seine Ausbildung bei Heinrich Schütz in Dresden. Mit seinem Bruder Samuel Pohle kam er 1648 als Instrumentalist in die Kapelle von Herzog Christian I. von Sachsen-Merseburg. Von 1650 bis 1652 ist er in Kassel dokumentiert. Ab 1653 befindet er sich am Gottorfer Hof in Schleswig. In einem Taufeintrag aus dem Jahr 1660 ist er als „Fürstlich Magdeburgischer Concertmeister“ genannt. Spätestens ab 1661 ist er bereits als „Fürstlicher Capellmeister“ am Hofe von Herzog August von Sachsen-Weißenfels tätig, wo er 1680 von Johann Philipp Krieger abgelöst wurde. Von 1674 bis 1677 arbeitete er auch an den Sekundogenitur-Höfen in Weißenfels und Zeitz. Von 1678 bis 1682 war er Kapellmeister in Zeitz. Von 1682 bis zu seinem Tod im Jahr 1695 war er Kapellmeister in Merseburg.
Die frühesten erhaltenen Kompositionen aus seiner Feder sind Strophen-Lieder zu Paul Flemings Oden, die er 1650 dem Landgrafen von Hessen-Kassel gewidmet hat. In seinen geistlichen Vokalwerken ist der Einfluss von Heinrich Schütz bemerkbar. Zwischen 1663 und 1664 schrieb er Kantaten für das gesamte Kirchenjahr. Hier wechselt jeweils ein biblischer Vers mit einer strophischen Arie, deren Texte aus Oden von David Elias Heidenreich stammen. Aus diesem Zyklus ist nur eines seiner Werke erhalten: „Siehe, es hat überwunden der Löwe“. Als Bindeglied zwischen Heinrich Schütz und Johann Sebastian Bach gewährt Pohles Vokalwerk Einblick in die Entwicklung der protestantischen Kirchenkantate.
In der Instrumentalmusik experimentierte er, bei einer Präferenz für die mittleren und tieferen Stimmlagen, vor allem mit der Form. Trotz bescheidenen Werkumfangs ist ein eigener Stil erkennbar.
Kein einziges seiner Werke wurde zu Lebzeiten publiziert. Viele seiner Kompositionen sind verloren. Einzelne Instrumentalwerke mit der Autorzuweisung an David Pohle befinden sich in der Dübensammlung, dem Partiturbuch Ludwig und in der Sammlung Codex Rost. 

## Werke
Sämtliche Werke von Pohle sind nur handschriftlich überliefert und vieles ist verloren. Einige Werke wurden teilweise erst in den letzten Jahren verlegt.
A. Vokalwerke (zu den verschollenen Vokalwerken, siehe W. Serauky, S. 283f.)
1. geistlich, lateinisch
- Amo te Deus, 3 Singst., 3 Instr., B.c. (D-Dl, S-Uu)
- Benedicam Dominum, 2 Singst., 3 Instr., B.c. (S-Uu)
- Benedicam Dominum (andere Version), 2 Singst., 3 Instr., B.c. (S-Uu)
- Bonum est confiteri, 3 Singst., B.c. (S-Uu), Verlag C. Hofius Ammerbuch, 2007[1]
- Diligam te Domine, Sopran solo, 2 Instr. u. B.c. (D-Kl)
- Domine, ostende mihi, 5 Singst., 6 Instr., B.c. (S-Uu), Hänssler/Carus Neuhausen 1976
- Domine, quis habitat, 4 Singst., 5 Instr., B.c. (S-Uu)
- In te Domine speravi, 3 Singst., 3 Instr., B.c. (S-Uu)
- Jesu chare, Alt solo, 2 Instr., B.c. (S-Uu), Prima la musica! 2008
- Jesus auctor clementiae/Jesus Ursprung der ewgen Güt, 3 Singst., 3 Instr., B.c. (S-Uu)
- Miserere mei Deus, 5 Singst., 5 Instr. ad lib., B.c., D-Kl, Prima la musica! 2008
- Nascitur Immanuel, 5 Singst., 5 Instr., B.c., D-Dl, Prima la musica! 2006
- Oculi mei, 3 Singst., 2 Instr., B.c. (S-Uu)
- Paratum cor meum, Tenor solo, 2 Instr., B.c. (S-Uu)
- Te sanctum Dominum, 5 Singst., 7 Instr., B.c. (S-Uu)
- Tulerunt Dominum, 6 Singst., 6 Instr., B.c. (S-Uu), Prima la musica! 2006
- Vox Domini, Bass solo, 2 Instr., B.c. (S-Uu), Verlag C. Hofius Ammerbuch, 2008[1]

2. geistlich, deutsch
- Der Engel des Herrn, 4 Singst., 4 Instr., B.c. (D-B, S-Uu)
- Es wird ein Stern aus Jacob aufgehen, 4 Singst., 3 Instr., B.c. (D-B), Prima la musica! 2008
- Herr, wenn ich nur dich habe, Alt solo, 5 Instr., B.c. (D-B, S-Uu), Prima la musica! 2005
- Herr, wenn ich nur dich habe (andere Version), 3 Singst., 3 Instr., B.c. (S-Uu), Carus Stuttgart,
- Ihr Völker bringet her, 3 Singst., 3 Instr., B.c. (D-B), Prima la musica! 2008
- Jesu, meine Freude, 4 Singst., 3 Instr., B.c. (D-B, D-KIl)
- Nur in meines Jesu Wunden, 6 Singst., 6 Instr., B.c. (S-Uu)
- Siehe, es hat überwunden der Löwe, 5 Singst., 7 (8 ad lib.) Instr., B.c. (D-B) (Text von D. E. Heidenreich: Geistliche Oden, Halle 1665)
- Wie der Hirsch schreiet, Tenor solo, 3 Instr., B.c. (D-B, S-Uu), Hänssler/Carus Neuhausen 1982 / Sikorski-Verlag Hamburg, Prima la musica! 2008

3. weltlich, deutsch
- 12 Arien auf Texte aus Paul Flemings 5. Odenbuch, 2 Singst., 2 Instr., B.c. (D-Kl)
- Kein Augenblick vergeht, 3 Singst., B.c. (Stimmen in S-Uu)
- Marindgen, du siehst hold und schöne, 2 Singst., 5 Instr., B.c. (Stimmen in S-Uu)
- Weiss und Schwarz, 2 Singst., 2 Instr., B.c. (S-Uu)

B. Singspiele (alle verschollen; die Libretti sind meist von David Elias Heidenreich)
- Liebe krönt Eintracht (1669)
- Der singende Hof-Mann Daniel (1671)
- Der glückselige Liebes-Fehl Prinz Walrams aus Sachsen (1673)
- Der verliebte Mörder Herodes (1673)
- Aspasia (1672)
- Das Ungereimte Paar Venus und Vulcanus (1679)

C. Instrumentalwerke
- 20 Sonaten für 5 bis 8 Instrumente (D-Kl; enthält alle Sonaten, jedoch ohne Stimmheft der Violine 1);

vollständige Abschriften der: 4. Sonate à 5 (S-Uu; 2 Ex.); 11. Sonate à 6 (D-Kl); 17. Sonate à 6 (S-Uu)
- Sonata à 3 (D-W)
- Sonata à 4 (D-Kl)
- 2 Sonate à 4 (D-W)
- Sonata à 5 (S-Uu)
- 3 Sonate à 6 (D-Kl), Sikorski-Verlag Hamburg / Kammermusikverlag Kassel
- Sonata à 8 (D-Kl), Sikorski-Verlag Hamburg / Kammermusikverlag Kassel
- 2 Suiten à 4 (D-Kl)
- Le Testament du Sr. Belleville et Courante et Sarabande (D-Kl)
- Ballett, PL-GD (Lt.-Tabulatur)
- Sonata a 2 Violini verstimbt. D. Pohle (erwähnt in F-Pn, Codex Rost, Nr. 24)